# ローレンス・カストナー
ローレンス・バーシ・"ビル"・カストナー（英語: Lawrence Varsi "Bill" Castner, 1902年5月1日 - 1949年12月7日）は、アメリカ合衆国の軍人、実業家、フェンシング選手。フェンサーズ・クラブの会員で、1924年パリオリンピックの際にはサーブル個人/団体にアメリカ代表として出場した。父はアラスカ探検に参加したことで知られるジョセフ・コンプトン・カストナー陸軍少将。

## 経歴
1902年、父ジョセフと母エイダの元、サンフランシスコにて生を受ける。
1919年6月13日、アメリカ陸軍士官学校に入学。1923年6月12日に卒業して歩兵科少尉に任官し、オクラホマ州フォート・シルに駐屯する第20歩兵連隊に配属された。1923年3月からはニューヨーク州ガバナーズ島に駐屯する第16歩兵連隊に所属を移し、パリオリンピックに向けた選手選抜のためのトライアウトに参加。6月には選手としてパリに向かう。サーブル個人/団体に出場し、個人ではセミファイナルまで進出した。大会後の休暇を経て9月から第20歩兵連隊に再び勤務。1925年7月からは中国の天津に駐屯する第15歩兵連隊で勤務。1927年2月には帰国し第20歩兵連隊に戻るものの、結核と診断され8月まで療養。9月からテキサス州エルパソにて徴兵担当として勤務。1928年8月21日に中尉へ昇進。1929年10月から第3師団本部勤務となり、師団長である父ジョセフ・コンプトン・カストナー少将の副官を務めた。
第二次世界大戦中、アラスカ防衛司令部に情報将校として配属され、1941年から1943年までは司令官サイモン・B・バックナー将軍の情報担当参謀長補を務めた。1941年11月、後にカストナー喉切り団（Castner's Cutthroats）の通称で知られることとなる第1アラスカ戦闘情報小隊を結成。1942年、日本軍がアッツ島を占領すると、アラスカ防衛司令部は陸海軍合同の奪還作戦本部を設置し、カストナーもこれに参加した。1943年から1944年までは太平洋艦隊付水陸両用軍（Amphibious Forces, Pacific Fleet）で副参謀長を務める。
1944年6月30日、前年のアッツ島の戦いで負った戦傷が原因となり、早期退役を余儀なくされる。陸軍将校としての最終階級は大佐だった。1944年から1945年、創業間もない頃のアラスカ航空で副社長を務めた後、1946年にはアンカレッジにて食品の冷蔵および卸売業者L・V・カストナー社（L.V. Castner Inc.）を創業し、また海産物の空輸事業にも携わった。1946年、レイチェル・マーガレット・クラブ（Rachel Margaret Crabb）と結婚。
1949年、陸軍退役後から患っていた心臓病が原因となり、カリフォルニア州オークランドにて死去。